# Acrocercops mesochaeta
Acrocercops mesochaeta là một loài bướm đêm thuộc họ Gracillariidae. Nó được tìm thấy ở Queensland.